# Női 53 kg-os súlyemelés a 2008. évi nyári olimpiai játékokon
A 2008. évi nyári olimpiai játékokon a súlyemelés női 53 kg-os versenyszámát augusztus 10-én rendezték.

## Rekordok
A versenyt megelőzően a következő rekordok voltak érvényben:
| Világrekord     | Szakítás    | Ri Szonghi (PRK)  | 102 kg | Busan, Dél-Korea                     | 2002. október 1.     |
| Világrekord     | Lökés       | Li Ping (CHN)     | 129 kg | Tai'an, Kína                         | 2007. április 22.    |
| Világrekord     | Összesített | Qiu Hongxia (CHN) | 226 kg | Santo Domingo, Dominikai Köztársaság | 2006. október 2.     |
| Olimpiai rekord | Szakítás    | Jang Hszia (CHN)  | 100 kg | Sydney, Ausztrália                   | 2000. szeptember 18. |
| Olimpiai rekord | Lökés       | Jang Hszia (CHN)  | 125 kg | Sydney, Ausztrália                   | 2000. szeptember 18. |
| Olimpiai rekord | Összesített | Jang Hszia (CHN)  | 225 kg | Sydney, Ausztrália                   | 2000. szeptember 18. |

A versenyen új olimpiai rekord született:
| Lökés | Prapavadi Csarönrattanatarakun (THA) | 126 kg | Peking, Kína | 2008. augusztus 10. |

## Eredmények
Az eredmények kilogrammban értendők. A rövidítések jelentése a következő:
- OR: olimpiai rekord
- NR: országos rekord

### Végeredmény
| H     | Név                            | Nemzet                      | Cs | Súly  | Szakítás | Szakítás | Szakítás | Szakítás | Lökés | Lökés | Lökés | Lökés  | Össz.  |
| H     | Név                            | Nemzet                      | Cs | Súly  | 1        | 2        | 3        | E        | 1     | 2     | 3     | E      | Össz.  |
| ----- | ------------------------------ | --------------------------- | -- | ----- | -------- | -------- | -------- | -------- | ----- | ----- | ----- | ------ | ------ |
| Arany | Prapavadi Csarönrattanatarakun | Thaiföld (THA)              | A  | 52,47 | 92       | 95       | 97       | 95       | 120   | 126   | 130   | 126 OR | 221    |
| Ezüst | Jun Dzsinhi                    | Dél-Korea (KOR)             | A  | 52,72 | 94       | 97       | 97       | 94       | 116   | 118   | 119   | 119    | 213    |
| Bronz | Nasztasszja Novikava           | Fehéroroszország (BLR)      | A  | 52,87 | 92       | 95       | 97       | 95       | 116   | 116   | 118   | 118    | 213    |
| 4.    | Raema Lisa Rumbewas            | Indonézia (INA)             | A  | 52,95 | 91       | 95       | 95       | 91       | 110   | 115   | 121   | 115    | 206    |
| 5.    | Yudelquis Maridalin            | Dominikai Köztársaság (DOM) | A  | 52,74 | 89       | 93       | 96       | 93       | 111   | 118   | 120   | 111    | 204    |
| 6.    | Melanie Roach                  | Egyesült Államok (USA)      | A  | 52,54 | 79       | 81       | 83       | 83       | 105   | 108   | 110   | 110    | 193 NR |
| 7.    | Julia Rohde                    | Németország (GER)           | A  | 52,79 | 77       | 80       | 82       | 82       | 99    | 103   | 105   | 103    | 185    |
| 8.    | Dika Toua                      | Pápua Új-Guinea (PNG)       | A  | 52,53 | 77       | 77       | 80       | 80       | 104   | 108   | 108   | 104    | 184    |
| 9.    | Judith Chacón                  | Venezuela (VEN)             | A  | 52,96 | 75       | 75       | 80       | 80       | 101   | 106   | 106   | 101    | 181    |